# ژان پانزدهم
پاپ ژان پانزدهم (به انگلیسی: John XV) یکی از پاپ‌های کلیسای کاتولیک رم بود که در رم به دنیا آمد و از ۹۸۵ تا ۹۹۶ میلادی پاپ بود.